# Survivor 47
Survivor 47 es la cuadragésima séptima temporada del reality show estadounidense Survivor de la cadena CBS en Estados Unidos y en otra cadena Global en Canadá. La temporada fue filmada en Islas Mamanuca, Fiji, la decimoquinta temporada consecutiva en ese mismo espacio y mismo país.
La temporada se emitió el 18 de septiembre de 2024 y terminó el 18 de diciembre del mismo año y por séptima vez por CBS en Estados Unidos y Global en Canadá, cuando Rachel LaMont fue nombrada ganadora de la temporada, derrotando a Sam Phalen y Sue Smey en una votación de 7-1-0.

## Programa

### Desarrollo
El 15 de diciembre de 2023, Manoa Kamikamica, ministro de Comercio, Turismo y Transporte de Fiji, anunció que el Parlamento de Fiji había renovado su contrato con Survivor por dos años más.
Los 18 concursantes que compiten en Survivor 47 se anunciaron oficialmente el 4 de septiembre de 2024.

## Equipo del programa
- Presentador: Jeff Probst lidera los desafíos grupales, individuales y los consejos tribales.

## Concursantes
Los notables de esta temporada, divididos en tres tribus de seis: Gata, Lavo y Tuku, incluyen a la colaboradora de Rob Has a Podcast Aysha Welch, la Miss Delaware USA 2018 Sierra Wright, el comediante y presentador de Pod Save America Jon Lovett, la personalidad de radio WYPR Gabe Ortis y el reportero de Tennessee Titans Sam Phalen.
Es la tercera temporada que tiene un desequilibrio de género entre los concursantes debido a que la concursante Teeny Chirichillo participó en Survivor 47 como una persona no binaria. Chirichillo saldría del armario como hombre transgénero en abril de 2025.
| Concursante                                     | Tribu Original |                      | Tribu Fusionada      | Resultado final                                | Votos |
| ----------------------------------------------- | -------------- | -------------------- | -------------------- | ---------------------------------------------- | ----- |
| Rachel LaMont 34, Southfield, Míchigan          | Gata           | N/A                  | Beka                 | Única Sobreviviente                            | 0     |
| Sam Phalen 24, Nashville, Tennessee             | Gata           | N/A                  | Beka                 | Subcampeón                                     | 7     |
| Sue Smey 59, Putnam Valley, New York            | Tuku           | N/A                  | Beka                 | Finalista                                      | 3     |
| Teeny Chirichillo 24, Manahawkin, New Jersey    | Lavo           | N/A                  | Beka                 | Eliminado(a) 8.° Miembro del jurado Día 25     | 1     |
| Genevieve Mushaluk 32, Winnipeg, Manitoba       | Lavo           | N/A                  | Beka                 | 14.ª Eliminada 5.to Miembro del jurado Día 24  | 9     |
| Andy Rueda 31, Brooklyn, New York               | Gata           | N/A                  | Beka                 | 13.er Eliminado 7.° Miembro del jurado Día 23  | 4     |
| Caroline Vidmar 27, Chicago, Illinois           | Tuku           | N/A                  | Beka                 | 12.ª Eliminada 6.to Miembro del jurado Día 22  | 3     |
| Kyle Ostwald 31, Cheboygan, Michigan            | Tuku           | N/A                  | Beka                 | 11.er Eliminado 4.to Miembro del jurado Día 20 | 6     |
| Gabe Ortis 26, Baltimore, Maryland              | Tuku           | N/A                  | Beka                 | 10.° Eliminado 3.er Miembro del jurado Día 18  | 8     |
| Sol Yi 43, Norwalk, Connecticut                 | Lavo           | N/A                  | Beka                 | 9.° Eliminado 2.do Miembro del jurado Día 16   | 9     |
| Sierra Wright 26, Phoenixville, Pensilvania     | Gata           | N/A                  | Beka                 | 8.ª Eliminada 1.er Miembro del jurado Día 15   | 4     |
| Tiyana Hallums 27, Aiea, Hawaii                 | Tuku           | N/A                  | Beka                 | 7.ª Eliminada Día 13                           | 4     |
| Rome Cooney 30, Phoenix, Arizona                | Lavo           | N/A                  |                      | 6.° Eliminado Día 12                           | 9     |
| Anika Dhar 26, Los Ángeles, California          | Gata           |                      | 5.ª Eliminada Día 10 | 3                                              |       |
| Kishan Patel 28, San Francisco, California      | Lavo           | 4.° Eliminado Día 8  | 4                    |                                                |       |
| Aysha Welch 32, Houston, Texas                  | Lavo           | 3.ª Eliminada Día 7  | 3                    |                                                |       |
| Terran “TK” Foster 31, Upper Marlboro, Maryland | Tuku           | 2.° Eliminado Día 5  | 4                    |                                                |       |
| Jon Lovett 42, Los Ángeles, California          | Gata           | 1.er Eliminado Día 3 | 5                    |                                                |       |

1. ↑  Al comienzo de la fase individual del juego en el Día 11, los náufragos tenían que ganarse su lugar en la tribu fusionada ganando inmunidad o sobreviviendo al Consejo Tribal del Día 12.

## Desarrollo
| Episodio                           | Fecha de emisión         | Ganadores de los desafíos                         | Ganadores de los desafíos                         | Eliminado(a) | Final                                           |
| Episodio                           | Fecha de emisión         | Recompensa                                        | Inmunidad                                         | Eliminado(a) | Final                                           |
| ---------------------------------- | ------------------------ | ------------------------------------------------- | ------------------------------------------------- | ------------ | ----------------------------------------------- |
| "One Glorious and Perfect Episode" | 18 de septiembre de 2024 | Gata                                              | Lavo                                              | Jon          | 1..er Eliminado Día 3                           |
| "One Glorious and Perfect Episode" | 18 de septiembre de 2024 | Gata                                              | Tuku                                              | Jon          | 1..er Eliminado Día 3                           |
| "Epic Boss Girl Move"              | 25 de septiembre de 2024 | Gata                                              | Gata                                              | TK           | 2.ª Eliminada Día 5                             |
| "Epic Boss Girl Move"              | 25 de septiembre de 2024 | Lavo                                              |                                                   | TK           | 2.ª Eliminada Día 5                             |
| "Belly of the Beast"               | 2 de octubre de 2024     | Gata                                              | Gata                                              | Aysha        | 3.ª Eliminada Día 7                             |
| "Belly of the Beast"               | 2 de octubre de 2024     | Tuku                                              |                                                   | Aysha        | 3.ª Eliminada Día 7                             |
| "Is That Blood in Your Hair?"      | 9 de octubre de 2024     | Gata                                              | Gata                                              | Kishan       | 4.° Eliminado Día 8                             |
| "Is That Blood in Your Hair?"      | 9 de octubre de 2024     | Tuku                                              |                                                   | Kishan       | 4.° Eliminado Día 8                             |
| "The Scales Be Tippin"             | 16 de octubre de 2024    | Caroline, Kyle, Rachel, Sam, Sue, Teeny, Tiyana   | Tuku                                              | Anika        | 5.ª Eliminada Día 10                            |
| "The Scales Be Tippin"             | 16 de octubre de 2024    | Caroline, Kyle, Rachel, Sam, Sue, Teeny, Tiyana   | Lavo                                              | Anika        | 5.ª Eliminada Día 10                            |
| "Feel the FOMO"                    | 23 de octubre de 2024    | Kyle, Rachel, Sam, Sierra, Sue, Teeny [Genevieve] | Kyle, Rachel, Sam, Sierra, Sue, Teeny [Genevieve] | Rome         | 6.° Eliminado Día 12                            |
| "Our Pickle on Blast"              | 30 de octubre de 2024    | Genevieve, Teeny [Andy, Sam, Sierra, Sol]         | Genevieve, Teeny [Andy, Sam, Sierra, Sol]         | Tiyana       | 7.ª Eliminada Día 13                            |
| "Our Pickle on Blast"              | 30 de octubre de 2024    | Kyle                                              |                                                   | Tiyana       | 7.ª Eliminada Día 13                            |
| "He's All That"                    | 6 de noviembre de 2024   | Survivor Auction                                  | Kyle                                              | Sierra       | 8.ª Eliminada 1.er Miembro del jurado Día 15    |
| "He's All That"                    | 6 de noviembre de 2024   | Survivor Auction                                  | Sue                                               | Sierra       | 8.ª Eliminada 1.er Miembro del jurado Día 15    |
| "Nightmare Fuel"                   | 13 de noviembre de 2024  | Gabe, Kyle, Sol, Teeny                            | Gabe                                              | Sol          | 9.° Eliminado 2.do Miembro del jurado Día 16    |
| "Loyal to the Soil"                | 20 de noviembre de 2024  | Kyle, Rachel, Sam                                 | Kyle                                              | Gabe         | 10.° Eliminado 3.er Miembro del jurado Día 18   |
| "Flipping the Win Switch"          | 27 de noviembre de 2024  | N/A                                               | Rachel                                            | Kyle         | 11..er Eliminado 4.to Miembro del jurado Día 20 |
| "Operation: Italy"                 | 4 de diciembre de 2024   | Sam [Andy, Genevieve]                             | Rachel                                            | Caroline     | 12.ª Eliminada 5.to Miembro del jurado Día 22   |
| "Bob and Weave"                    | 22 de diciembre de 2024  | Genevieve [Sue, Teeny]                            | Genevieve                                         | Andy         | 13.er Eliminado 6.to Miembro del jurado Día 23  |
| "Bob and Weave"                    | 22 de diciembre de 2024  | N/A                                               | Rachel                                            | Genevieve    | 14.ª Eliminada 7.mo Miembro del jurado Día 24   |
| "The Last Stand"                   | 22 de diciembre de 2024  | N/A                                               | Rachel [Sue]                                      | Teeny        | Eliminado(a) 8.vo Miembro del jurado Día 25     |
| "The Last Stand"                   | 22 de diciembre de 2024  | Voto del jurado                                   |                                                   |              |                                                 |
| "The Last Stand"                   | 22 de diciembre de 2024  | Sue                                               | Finalista                                         |              |                                                 |
| "The Last Stand"                   | 22 de diciembre de 2024  | Sam                                               | Finalista                                         |              |                                                 |
| "The Last Stand"                   | 22 de diciembre de 2024  | Rachel                                            | Única Sobreviviente                               |              |                                                 |

## Votos del «Consejo Tribal»
|             |             | Tribus Originales | Tribus Originales | Tribus Originales | Tribus Originales | Tribus Originales | N/A   | Tribu Fusionada | Tribu Fusionada | Tribu Fusionada | Tribu Fusionada | Tribu Fusionada | Tribu Fusionada | Tribu Fusionada | Tribu Fusionada | Tribu Fusionada | Tribu Fusionada |
| ----------- | ----------- | ----------------- | ----------------- | ----------------- | ----------------- | ----------------- | ----- | --------------- | --------------- | --------------- | --------------- | --------------- | --------------- | --------------- | --------------- | --------------- | --------------- |
| Episodio #: | Episodio #: | 1                 | 2                 | 3                 | 4                 | 5                 | 6     | 7               | 8               | 8               | 9               | 10              | 11              | 12              | 13              | 13              | 14              |
| Día #       | Día #       | 3                 | 5                 | 7                 | 8                 | 10                | 12    | 13              | 15              | 15              | 16              | 18              | 20              | 22              | 23              | 24              | 25              |
| Eliminados: | Eliminados: | Jon               | TK                | Aysha             | Kishan            | Anika             | Rome  | Tiyana          | Empate          | Sierra          | Sol             | Gabe            | Kyle            | Caroline        | Andy            | Genevieve       | Teeny           |
| Votos:      | Votos:      | 5-1               | 4-2               | 3-1-1-0           | 4-0               | 3-1               | 9-2-1 | 4-1             | 4-4-1           | 8-1             | 8-1             | 7-2             | 6-1-1           | 3-2-2           | 2-0             | 3-2             | N/A             |
|             | Rachel      | Jon               |                   |                   |                   | Andy              | Rome  | Inmune          | Nadie           | Nadie           | Sol             | Gabe            | Kyle            | Genevieve       | Andy            | Genevieve       | Inmune          |
|             | Sam         | Jon               |                   |                   |                   | Anika             | Rome  | Inmune          | Nadie           | Nadie           | Sol             | Gabe            | Kyle            | Caroline        | Nadie           | Genevieve       | Ganó            |
|             | Sue         |                   | TK                |                   |                   |                   | Andy  | Tiyana          | Sierra          | Sierra          | Sol             | Genevieve       | Kyle            | Sam             | Andy            | Genevieve       | A Salvo         |
|             | Teeny       |                   |                   | Sol               | Nadie             |                   | Rome  | Inmune          | Sam             | Sierra          | Sol             | Gabe            | Kyle            | Sam             | Rachel          | Sam             | Perdió          |
|             | Genevieve   |                   |                   | Aysha             | Kishan            |                   | Rome  | Inmune          | Sam             | Sierra          | Sol             | Gabe            | Kyle            | Caroline        | Rachel          | Sam             |                 |
|             | Andy        | Jon               |                   |                   |                   | Anika             | Rome  | Inmune          | Sam             | Sierra          | Sol             | Gabe            | Genevieve       | Caroline        | Rachel          |                 |                 |
|             | Caroline    |                   | TK                |                   |                   |                   | Rome  | Tiyana          | Sierra          | Sierra          | Nadie           | Gabe            | Kyle            | Genevieve       |                 |                 |                 |
|             | Kyle        |                   | Sue               |                   |                   |                   | Nadie | Tiyana          | Sierra          | Sierra          | Sol             | Gabe            | Teeny           |                 |                 |                 |                 |
|             | Gabe        |                   | TK                |                   |                   |                   | Rome  | Tiyana          | Sierra          | Sierra          | Sol             | Genevieve       |                 |                 |                 |                 |                 |
|             | Sol         |                   |                   | Rome              | Kishan            |                   | Andy  | Inmune          | Sam             | Sierra          | Sue             |                 |                 |                 |                 |                 |                 |
|             | Sierra      | Jon               |                   |                   |                   | Anika             | Rome  | Inmune          | Gabe            | Sam             |                 |                 |                 |                 |                 |                 |                 |
|             | Tiyana      |                   | TK                |                   |                   |                   | Rome  | Gabe            |                 |                 |                 |                 |                 |                 |                 |                 |                 |
|             | Rome        |                   |                   | Aysha             | Kishan (x2)       |                   | Sam   |                 |                 |                 |                 |                 |                 |                 |                 |                 |                 |
| Anika       | Anika       | Jon               |                   |                   |                   | Nadie             |       |                 |                 |                 |                 |                 |                 |                 |                 |                 |                 |
| Kishan      | Kishan      |                   |                   | Aysha             | Nadie             |                   |       |                 |                 |                 |                 |                 |                 |                 |                 |                 |                 |
| Aysha       | Aysha       |                   |                   | Genevieve         |                   |                   |       |                 |                 |                 |                 |                 |                 |                 |                 |                 |                 |
| TK          | TK          |                   | Sue               |                   |                   |                   |       |                 |                 |                 |                 |                 |                 |                 |                 |                 |                 |
| Jon         | Jon         | Anika             |                   |                   |                   |                   |       |                 |                 |                 |                 |                 |                 |                 |                 |                 |                 |

| Votación del jurado | Votación del jurado | Votación del jurado | Votación del jurado |
| ------------------- | ------------------- | ------------------- | ------------------- |
| Finalistas:         | Rachel 5/8 votos    | Sam 3/8 votos       | Sue 0/8 votos       |
| Jurado              | Votos               | Votos               | Votos               |
| Teeny               | Rachel              |                     |                     |
| Genevieve           | Rachel              |                     |                     |
| Andy                | Rachel              |                     |                     |
| Caroline            | Rachel              |                     |                     |
| Kyle                |                     | Sam                 |                     |
| Gabe                | Rachel              |                     |                     |
| Sol                 | Rachel              |                     |                     |
| Sierra              | Rachel              |                     |                     |

Notas
1. 1 2 3 4 5 6  Recompensa combinada con el desafío de inmunidad.
2. ↑  Después de encontrar una ventaja en el Día 11, Genevieve recibió automáticamente una recompensa y la oportunidad de competir por la inmunidad.
3. ↑  Además de la inmunidad, Genevieve ganó una recompensa para ella y otros dos de su elección y eligió a Sue y Teeny.
4. 1 2 3 4 5 6  Por ganar el desafío de inmunidad final, Rachel tuvo que asignar inmunidad adicional a otro jugador, y los dos restantes compitieron en un desafío de hacer fuego para determinar el tercer finalista; le dio inmunidad adicional a Sue.
5. ↑  Rome usó su ídolo de inmunidad oculto en él, por lo tanto, un voto contra Rome no fue contado.
6. ↑  La votación resultó en un empate. De acuerdo con las reglas, se llevó a cabo una segunda votación en la que los participantes involucrados en el empate no votarían y los participantes restantes solo podían votar por los que empataron.
7. ↑  Rachel usó su ídolo de inmunidad oculto en ella, por lo tanto, un voto en contra de Rachel no fue contado.
8. ↑  Rachel jugó con la ventaja de "safety without power". Esto le permitió dejar el Consejo Tribal; ella no podía votar, pero tampoco podía ser votada en contra en este Consejo Tribal.
9. ↑  Este/a jugador/a jugó el Shot in the Dark, y como resultado, tuvo que sacrificar el voto de esa noche.
10. 1 2 3 4 5 6  Los jugadores que ganaron la inmunidad en el Día 13 no fueron elegibles para votar en el Consejo Tribal de esa noche.
11. ↑  Sam perdió su voto en el Consejo Tribal debido a que tenía la mayor cantidad de dinero al final de la Subasta Survivor.
12. ↑  Sam no era elegible para votar en el voto del Consejo Tribal, ya que Rachel secretamente usó su voto para bloquear el poder sobre él.
13. 1 2 3  Este/a jugador/a sacrificó su voto por la ronda en un intento de obtener una ventaja o expandir la vida útil de una ventaja.
14. ↑  Por quedar en último lugar en el desafío de inmunidad, Andy, Caroline, Rachel y Sam perdieron sus votos. Sin embargo, Andy, Rachel y Sam recuperaron cada suyo cada uno.
15. ↑  De acuerdo con las reglas, si se produce un empate en la votación entre los concursantes, y uno de los concursantes empatados no tiene un voto con el que comenzar, sus votos no se anulan entre sí o no tienen la oportunidad de anularse entre sí, y los náufragos que eran elegibles para votar aún conservan su voto en la repetición de la votación.
16. 1 2  Rome uso su Ventaja Secreta de robar un voto de un participante y suplirlo por un voto adicional de él, así fue que decidió robar el voto de Kishan, impidiéndole votar y haciendo que Rome votara dos veces por Kishan.